# Maciej Kamieński

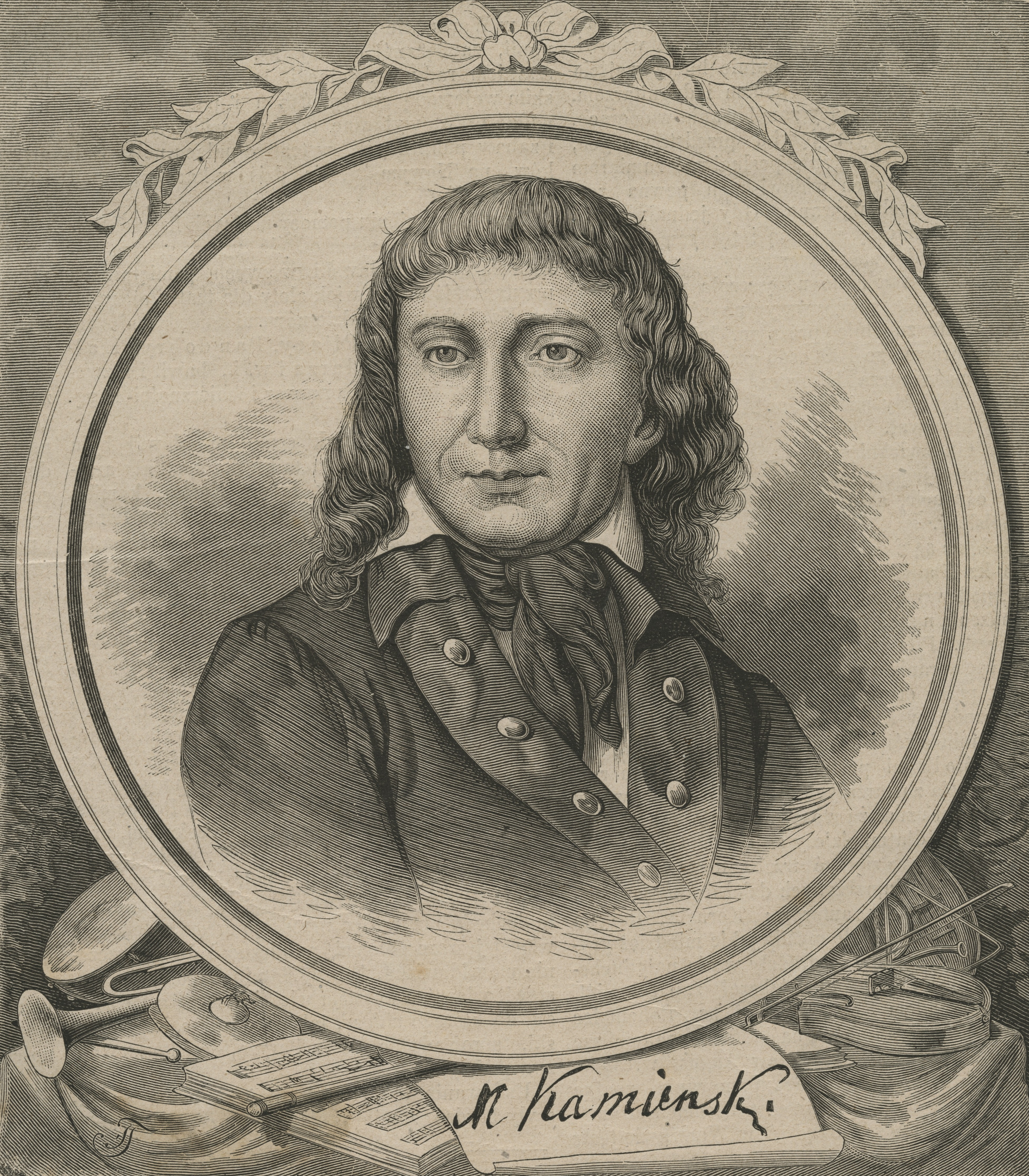
Maciej Kamieński.

Maciej Kamieński, född 13 oktober 1734 i Ödenburg, död 25 januari 1821 i Warszawa, var en polsk tonsättare. 
Kamieński skrev den första polska operan Nedza Uzcze sliwiona ("Tur i oturen"), vilken uppfördes på nationalteatern i Warszawa 1778. Den följdes av ytterligare några polska (och ett par tyska) operor, som gjorde stor framgång, särskilt Zoska ("Bykärlek"), som uppfördes talrika gånger.